# García Jiménez de Pamplona
García Jiménez (835-después de 885) fue un notable dignatario altomedieval en las fases que precedieron al surgimiento del reino de Pamplona, mencionado con tal nombre en el Códice de Roda. Fue corregente del reino durante los reinados de García Íñiguez de Pamplona y su hijo Fortún Garcés.

## Origen y ascendencia
Las fuentes documentales que hablan de este personaje son escasas y contradictorias entre sí, en especial al hablar de su ascendencia. Sobre la base de algunas de estas fuentes, García Jiménez ha sido presentado alternativamente como hijo, nieto o bisnieto de Jimeno de Pamplona. El Códice de Roda, pese a no mencionar detalles sobre su padre, indica que su patronímico era «Jiménez», lo que ha llevado también a defender que García Jiménez fuera hijo de este Jimeno de Pamplona; sin embargo, esta hipótesis no se corresponde con la cronología propuesta para ambos personajes, ya que ambos habrían nacido con una diferencia de casi cien años. 
Recientemente, y a partir de la publicación de nuevos textos medievales musulmanes, se ha propuesto la teoría de que el copista del Códice de Roda confundió a dos personajes que se llamaban García, pero que tenían apellidos distintos. El personaje tenido tradicionalmente por García Jiménez (ubicado cronológicamente a mediados del siglo IX) se llamaría en realidad García Íñiguez, quien no debe ser confundido con el rey García Íñiguez de Pamplona, hijo del rey Íñigo Arista.
También se ha dicho que este García Jiménez (el probable García Íñiguez) pudo ser descendiente de Garci Ximénez, el legendario primer rey de Sobrarbe, quien también vivió en la primera mitad del siglo VIII, y con quien lo vinculan otras fuentes y tradiciones.
Además, se da otra confusión de Íñigo Jiménez, hermano de García Jiménez (el probable García Íñiguez), con un anterior Íñigo Jiménez, padre de Íñigo Arista y primer marido de su madre Oneca.

## Matrimonios y descendencia
De su descendencia existe más información. Al tenerse constancia de que fue padre de Sancho Garcés I de Pamplona, primer rey de la llamada dinastía Jimena, se le ha tenido tradicionalmente por el más antiguo representante conocido de ese linaje. Según las fuentes documentales, García Jiménez se casó en dos ocasiones. Con su primera esposa, Onneca Rebelle de Sangüesa, tuvo dos hijos: 
- Sancha Garcés de Pamplona, quien contrajo un primer matrimonio con Íñigo Fortúñez y después casó con el conde Galindo II Aznárez de Aragón.
- Íñigo Garcés.

Su segundo matrimonio fue con Dadildis de Pallars, hija del conde Lupo de Bigorra y de Faquilena de Roergue, hija de Ramón I de Tolosa. De este matrimonio nacerían:
- Sancho Garcés, quien sería el primer rey de Pamplona de la dinastía Jimena.
- Jimeno Gárces.